# ايرلند (بيدفوردشير)
ايرلند (بالإنجليزية: Ireland, Bedfordshire)‏ هي قرية تقع في المملكة المتحدة في شرق انجلترا.